# St.-Jost-Kapelle (Fischbachtal)
Die St.-Jost-Kapelle war eine Kapelle im Wald bei Niedernhausen.
Sie war dem heiligen Jost geweiht.

## Geschichte

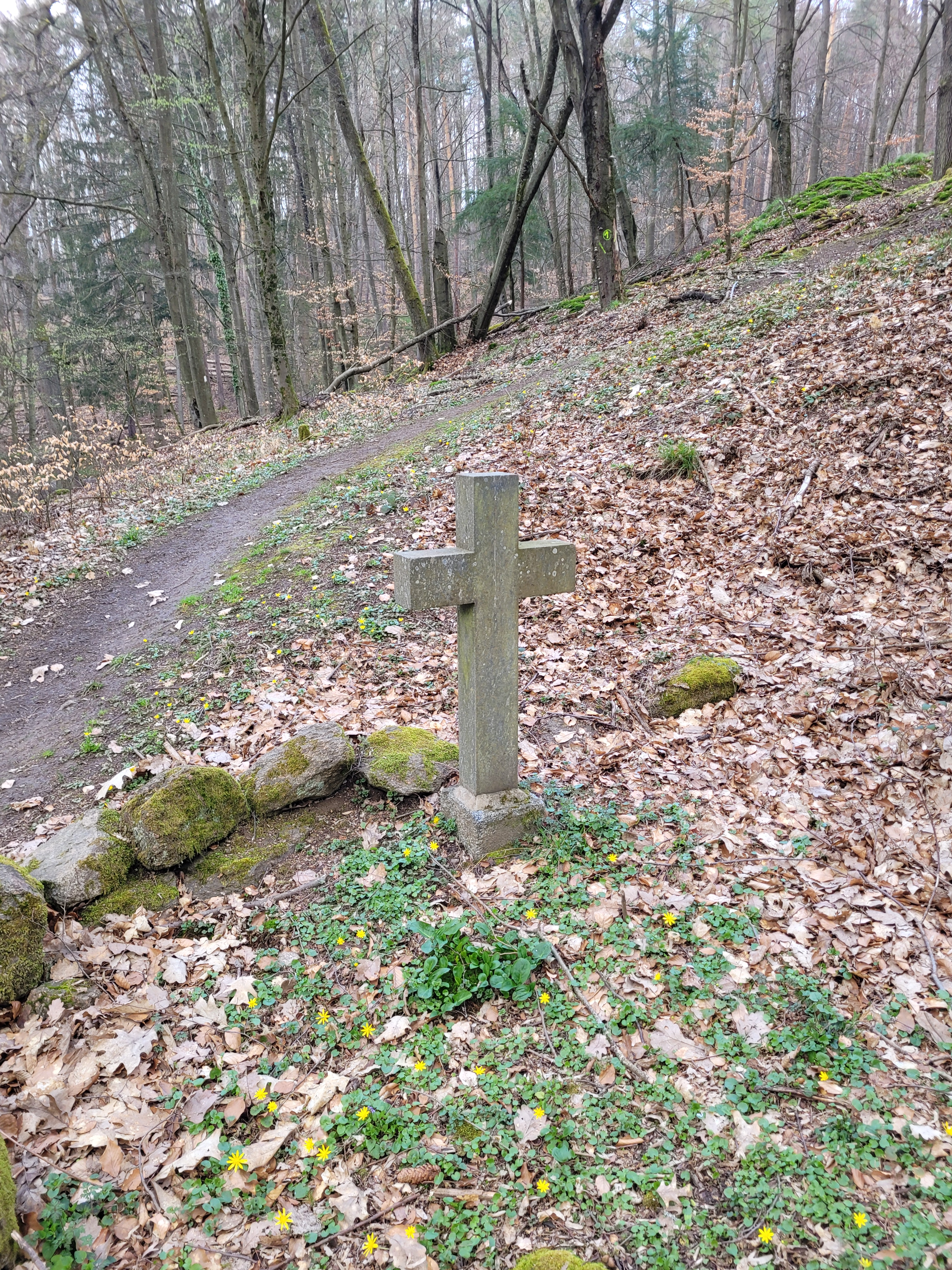
Steinkreuz

Die Kapelle wurde vermutlich im 13. Jahrhundert im Wald östlich von Niedernhausen erbaut. Sie gehörte, wie die Dörfer der Waldhäuser Mark (Niedernhausen, Meßbach, Nonrod und Billings) zum Kirchspiel Groß-Bieberau und hatte einen eigenen Kaplan.
Nach der Reformation wurde die Kapelle nicht mehr benutzt.
1818 wurden Mauerreste und ein noch vorhandener Torbogen abgebrochen. Die Grundmauern waren noch bis 1862 vorhanden. Steine davon wurden für Hofreiten und die Mühle in Niedernhausen benutzt.
Heute steht an dem vermutlichen Standort der Kapelle ein einfaches Steinkreuz.

## Beschreibung
Auf einem Gerichtssiegel der Waldhäuser Mark von 1536 ist in der Mitte die St.-Jost-Kapelle in stilisierter Form abgebildet. Sie war ein rechteckiger Steinbau mit einer Tür und einem Fenster an der Giebelseite, zwei Fenstern in der Seitenwand und hatte ein Satteldach, das an seinen Enden mit je einer Kugel geschmückt war. 
Die Darstellung der Kapelle auf dem Siegel wurde für das Wappen von Niedernhausen übernommen.

## Waldkapelle St. Jost

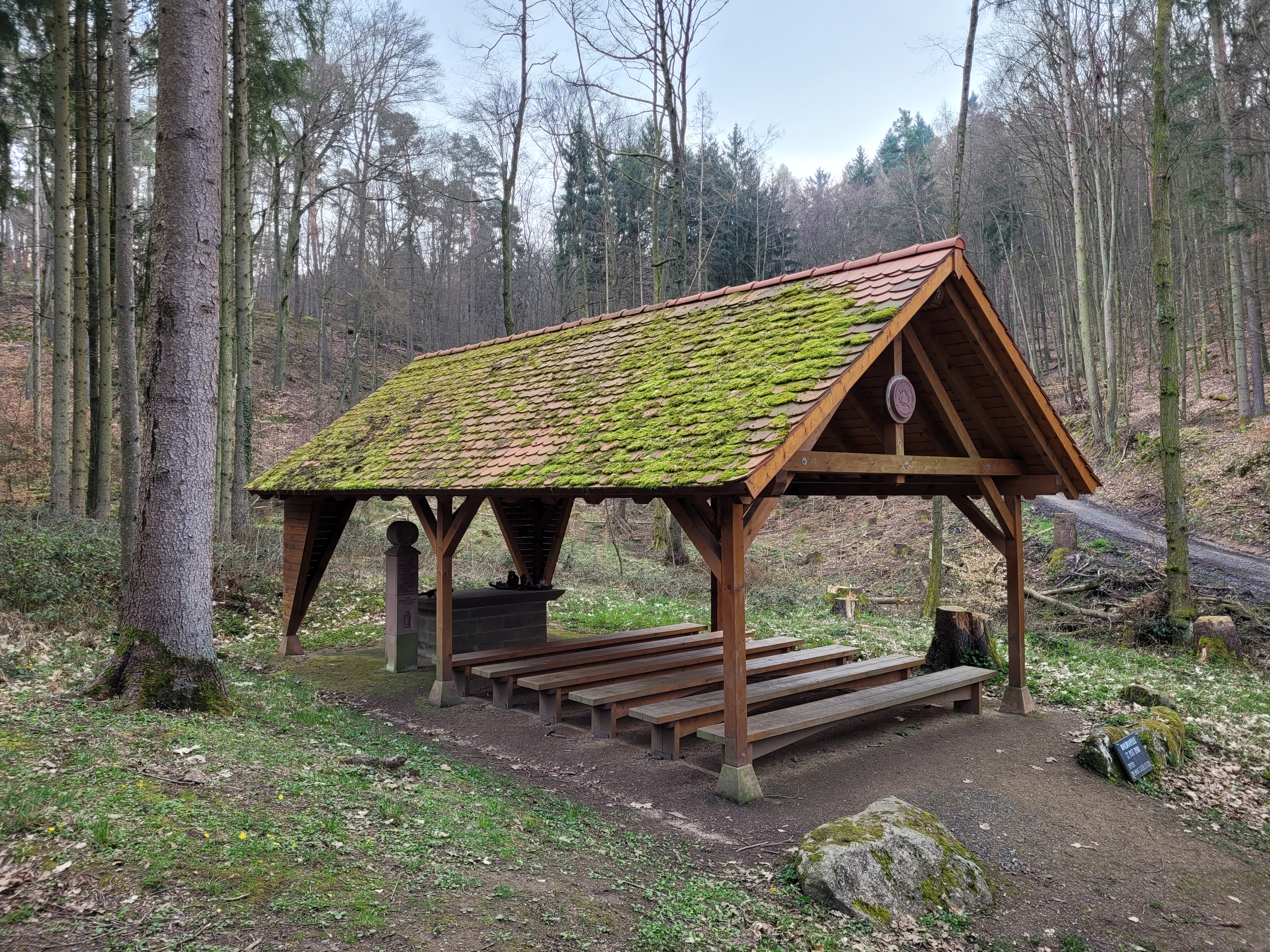
Die neue Waldkapelle St. Jost

Am 3. Ökumenischen Pilgertag am 10. Juli 2010 wurde die Waldkapelle St. Jost im Fischbachtal eingesegnet. 
Sie ist ein offenes Holzgebäude mit einem Altar, sechs Bänken und einem Gedenkstein.

## Pilgerweg St. Jost

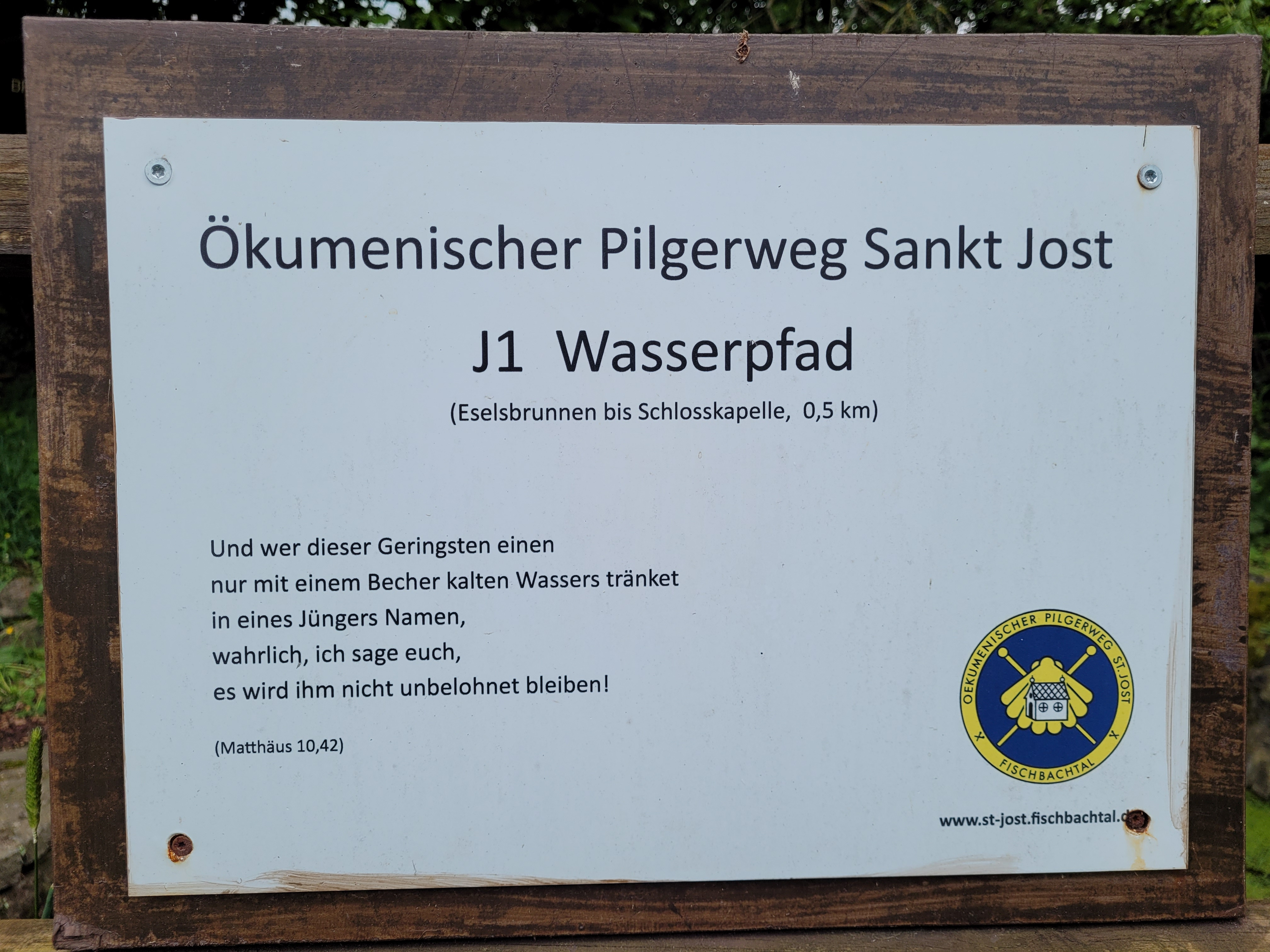
Pilgerweg Sankt Jost, Station Eselsbrunnen

Der Ökumenischer Pilgerweg Sankt Jost hat folgende Stationen:
ev. Kirche Niedernhausen – St.-Jost-Kapelle – Rimdidim – Neunkircher Höhe – Kaiserturm – Neunkirchen – Lützelbach – Fischbachquelle – Hottenbacher Hof – Heuneburg – Eselsbrunnen – Schloss Lichtenberg – Niedernhausen
Er kreuzt sich an mehreren Stellen mit dem Alemannenweg.